# Дмитриева, Лариса Васильевна
Лариса Васильевна Дмитриева (род. 18 февраля 1950, Смоленск) — политический и общественный деятель Литвы, член Сейма Литовской Республики.

## Биография
В 1967 году закончила 8-ю среднюю школу (в настоящее время — школа «Науямесчё») в г. Вильнюсе. В 1972 году закончила Смоленский педагогический институт (в настоящее время Смоленский государственный университет), учитель истории и английского языка. В 1981 году закончила Вильнюсский университет по специальности юрист. Работала в Центральном Комитете Коммунистической партии Литвы в отделе международных связей. Училась в Ленинградской высшей партийной школе с 1984 по 1986 год.
В 1986—1989 годах была заместителем председателя Литовского общества трезвости, с 1994 по 1996 год работала в Вильнюсском доме моделей, с 1996 по 1997 год работала референтом в ЗАО «Фонстерис», с 1997 по 2000 год работала продюсером в русском драматическом театре Литвы, с 2000 по 2004 год была помощником-секретарём одного из членов Сейма Литвы.
С 2003 года работала учителем в средней школе «Сантарос».
Член Вильнюсского отделения Союза Русских Литвы, ответственный секретарь.
Член совета Вильнюсского городского самоуправления в 2003—2007 и 2007—2011 годах.
В 2012—2016 годах член Сейма Литвы.

## Семья
Замужем, муж Мечислав, сын Томас.